# (5985) 1942 RJ
(5985) 1942 RJ (1942 RJ, 1965 OK, 1985 TS3) — астероїд головного поясу.
Тіссеранів параметр щодо Юпітера — 3.612.